# Fulvio Mingozzi
Pour les articles homonymes, voir Mingozzi.
Fulvio Mingozzi, né le 6 octobre 1925 à Lagosanto (Émilie-Romagne) et mort le 19 septembre 2000 à Rome (Latium), est un acteur italien.

## Biographie
Actif depuis 1966 en tant qu'acteur de caractère, il a joué, bien que dans des rôles brefs et marginaux, dans tous les films de Dario Argento, de L'Oiseau au plumage de cristal (1970) à Phenomena (1985).
Il est décédé à l'âge de 74 ans à Rome.

## Filmographie

### Acteur de cinéma
- 1955 : Piccola posta de Steno : un invité à la fête
- 1960 : Adua et ses compagnes (Adua e le compagne) d'Antonio Pietrangeli : l'ami de Piero dans le bar
- 1964 : Deux Dangers publics (I due pericoli pubblici) de Lucio Fulci : le général
- 1966 : Trois Cavaliers pour Fort Yuma (Per pochi dollari ancora) de Giorgio Ferroni : le caporal de l'Union
- 1966 : Kriminal d'Umberto Lenzi : l'agent chargé de l'application de la loi
- 1967 : Le Gros Coup des sept hommes en or (Il grande colpo dei sette uomini d'oro) de Marco Vicario
- 1967 : Superman le diabolique (Come rubare la corona d'Inghilterra) de Sergio Grieco : un invité à la fête
- 1967 : Les Deux Fils de Ringo (I due figli di Ringo) de Giuliano Carnimeo et Giorgio Simonelli
- 1967 : Tue et fais ta prière (Requiescant) de Carlo Lizzani : l'invité de Ferguson
- 1967 : Le Carnaval des truands (Ad ogni costo) de Giuliano Montaldo
- 1967 : Le Dernier Jour de la colère (I giorni dell'ira) de Tonino Valerii
- 1967 : Nel sole d'Aldo Grimaldi
- 1967 : Flashman contre les hommes invisibles (Flashman) de Mino Loy
- 1968 : Il ragazzo che sorride d'Aldo Grimaldi
- 1968 : L'oro del mondo d'Aldo Grimaldi
- 1968 : Viens mon petit oiseau (de) (Komm nur, mein liebstes Vögelein) de Rolf Thiele
- 1968 : Opération fric (Sette volte sette) de Michele Lupo
- 1969 : Les héros ne meurent jamais (Probabilità zero) de Maurizio Lucidi
- 1969 : Pensiero d'amore (it) de Mario Amendola
- 1970 : Franco e Ciccio sul sentiero di guerra (it) d'Aldo Grimaldi
- 1970 : No... sono vergine!! de Cesare Mancini
- 1970 : Dans l'enfer de Monza (Formula 1 - Nell'inferno del Grand Prix) de Guido Malatesta
- 1970 : Django défie Sartana (Django sfida Sartana) de Pasquale Squitieri : shérif
- 1970 : L'Oiseau au plumage de cristal (L'uccello dalle piume di cristallo) de Dario Argento
- 1970 : Amore Formula 2 (it) de Mario Amendola
- 1971 : Mallory, M comme la mort (Il mio nome è Mallory... M come morte) de Mario Moroni
- 1971 : Homo Eroticus de Marco Vicario
- 1971 : Détenu en attente de jugement (Detenuto in attesa di giudizio) de Nanni Loy
- 1971 : Le belve (it) de Giovanni Grimaldi
- 1971 : Le Chat à neuf queues (Il gatto a nove code) de Dario Argento
- 1971 : La Tarentule au ventre noir (La tarantola dal ventre nero) de Paolo Cavara
- 1971 : La Queue du scorpion (La coda dello scorpione) de Sergio Martino
- 1971 : I due assi del guantone de Mariano Laurenti
- 1971 : Méfie-toi Ben, Charlie veut ta peau (Amico stammi lontano almeno un palmo) de Michele Lupo
- 1971 : Les Obsessions sexuelles d'un veuf (Le inibizioni del dottor Gaudenzi, vedovo, col complesso della buonanima) de Giovanni Grimaldi
- 1971 : Quatre Mouches de velours gris (Quattro mosche di velluto grigio) de Dario Argento
- 1972 : Le Tueur à l'orchidée (Sette orchidee macchiate di rosso) d'Umberto Lenzi
- 1972 : Le calde notti del Decameron de Gian Paolo Callegari
- 1972 : La Grosse Affaire (Colpo grosso... grossissimo... anzi probabile) de Tonino Ricci
- 1972 : Frankenstein '80 de Mario Moroni
- 1972 : Estratto dagli archivi segreti della polizia di una capitale europea de Riccardo Freda
- 1973 : Le Magnat (Il magnate) de Giovanni Grimaldi
- 1973 : Le Boss (Il boss) de Fernando Di Leo
- 1973 : Provaci anche tu, Lionel (it) de Roberto Bianchi Montero
- 1973 : L'Hystérique aux cheveux d'or (Ingrid sulla strada) de Brunello Rondi
- 1973 : Società a responsabilità molto limitata (it) de Paolo Bianchini
- 1973 : Cinq Jours à Milan (Le cinque giornate) de Dario Argento
- 1973 : L'Homme aux nerfs d'acier (Dio, sei proprio un padreterno!) de Michele Lupo
- 1974 : Piedino il questurino (it) de Franco Lo Cascio
- 1975 : Chats rouges dans un labyrinthe de verre (Gatti rossi in un labirinto di vetro) d'Umberto Lenzi
- 1975 : Les Frissons de l'angoisse (Profondo rosso) de Dario Argento
- 1975 : ...a tutte le auto della polizia... de Mario Caiano
- 1976 : Big Racket (Il grande racket) d'Enzo G. Castellari
- 1976 : Gli amici di Nick Hezard de Fernando Di Leo
- 1976 : Brigade spéciale (Roma a mano armata) d'Umberto Lenzi
- 1976 : Napoli violenta d'Umberto Lenzi
- 1976 : La Mort en sursis (Il trucido e lo sbirro) d'Umberto Lenzi
- 1976 : Mister Scarface (I padroni della città) de Fernando Di Leo
- 1976 : La Flic chez les poulets (La poliziotta fa carriera) de Michele Massimo Tarantini
- 1977 : Action immédiate (La via della droga) d'Enzo G. Castellari
- 1977 : Suspiria de Dario Argento : le chauffeur de taxi
- 1977 : Le Cynique, l'Infâme et le Violent (Il cinico, l'infame, il violento) d'Umberto Lenzi
- 1978 : Diamants de sang (Diamanti sporchi di sangue) de Fernando Di Leo
- 1978 : La Grande Bataille (Il grande attacco) d'Umberto Lenzi
- 1978 : La Quatrième Rencontre (Occhi dalle stelle) de Mario Gariazzo
- 1978 : Échec au gang (La banda del gobbo) d'Umberto Lenzi
- 1979 : Corléone à Brooklyn (Da Corleone a Brooklyn) d'Umberto Lenzi
- 1979 : L'Infirmière du régiment (L'infermiera nella corsia dei militari) de Mariano Laurenti
- 1980 : Inferno de Dario Argento : le chauffeur de taxi
- 1981 : Mia moglie è una strega de Castellano et Pipolo
- 1981 : Bianco, rosso e Verdone de Carlo Verdone
- 1981 : Pierino le casse-pieds (it) (Pierino il fichissimo) d'Alessandro Metz (it)
- 1982 : Les Nouveaux Barbares (I nuovi barbari) d'Enzo G. Castellari
- 1982 : La sai l'ultima sui matti? de Mariano Laurenti
- 1982 : Crime au cimetière étrusque (Assassinio al cimitero etrusco) de Sergio Martino
- 1982 : Pierino la peste alla riscossa! d'Umberto Lenzi
- 1982 : Ténèbres (Tenebre) de Dario Argento : Alboretto, le portier
- 1983 : Les Aventures de Miss Catastrophe (Bonnie e Clyde all'italiana) de Steno
- 1984 : Maladonna (it) de Bruno Gaburro
- 1985 : Phenomena de Dario Argento

### Acteur de télévision
- 1970 : La gardenia misteriosa, épisode de K2 + 1 de Luciano Emmer
- 1971 : L'automobile, épisode de Tre donne de Alfredo Giannetti - minisérie télévisée
- 1973 : Il tram, épisode de La porta sul buio de Dario Argento - minisérie télévisée
- 1975 : Diagnosi de Mario Caiano - minisérie télévisée
- 1981 : Il caso Graziosi de Michele Massa - téléfilm

### Acteur de carosello
Fulvio Mingozzi a participé à quelques séries de sketches de la chronique publicitaire télévisée Carosello :
- de 1965 à 1971, avec de nombreux autres acteurs, les cuisines de Naonis ;
- en 1966 et 1967, avec Ugo Tognazzi et Luigi Casellat la bière Wührer ;
- de 1966 à 1969, avec Luigi Casellato, Laura Antonelli, Enzo Guarini, Guerrino Crivello, Ester Carloni et Harold Null la lotion capillaire Endoten de Helen Curtis ; avec Olga Villi, Ester Carloni et Daniele Formica les cuisines Ariston, de Merloni ;
- en 1967, avec Silvano Tranquilli et Anna Maria Checchi, les sels digestifs Andrews ;
- de 1968 à 1971, avec Raimondo Vianello, Sandra Mondaini et Elio Crovetto le brandy Stock 84 de Stock ;
- en 1969, avec Aldo Giuffré, les poudres pour eaux minérales Idriz de Carlo Erba ;
- de 1972 à 1975, avec Alberto Lupo, le cocktail talc, déodorant et bain Fece Azzurra de Paglieri.